# Diaspro
Il diaspro (parola che è di origine persiana, ma connessa anche con il greco-latino iaspis, "pietra screziata") è una roccia sedimentaria mono-mineralogica, ossia formata da un unico minerale, composta da quarzo (SiO2), e contenente sovente alcune impurità, solitamente composti di ferro che conferiscono alla roccia vivaci colorazioni, rendendola ricercata come pietra semi-preziosa per la lavorazione in opifici.

## Abito cristallino
I diaspri sono costituiti da quarzo micro e criptocristallino granulare, in certi casi anche fibroso, combinato a volte a piccole quantità di silice opalina.

## Origine e giacitura
Il minerale si forma in acque abbondanti di silice per sedimentazione e precipitazione innescata da un processo vulcanico attivo in un bacino acquifero. La precipitazione della silice può avvenire sotto forma di "gel" che in seguito, dopo la deposizione sul fondo del bacino, si solidifica; tuttavia l'origine del diaspro può essere a volte organogeno, cioè può essere originato da alcuni tipi di spugne e/o radiolari e/o gusci silicei di diatomee (rispettivamente animali appartenenti al phylum Porifera, protisti planctonici e alghe unicellulari planctoniche).

## Forma in cui si presenta in natura
I diaspri sono formati da strati che possono avere uno spessore che varia da alcuni millimetri ad alcuni metri, con superficie a grana fine o liscia.

## Caratteristiche
Il diaspro appare generalmente di colore rosso mattone (per inclusioni microcristalline di ossidi di ferro, principalmente ematite Fe2O3) o verde con varie tonalità (per la presenza di microcristalli di anfiboli e pirosseni). Può anche assumere tonalità giallastre o nere (per l'inclusione di ossidi di manganese).

## Cultura di massa
Nella Grecia classica, il diaspro era ritenuto capace di allontanare alcuni fantasmi, tra i quali l'Empusa. Ne parlano Porfirio (Quaestionum Homericarum ad Odysseam pertinentium reliquiae X 323ss.) ed Eustazio (ad Od. I 382). Tale minerale formava le ricche collane dei druidi nelle popolazioni galliche.
Nell'Apocalisse di Giovanni, della città santa di Gerusalemme viene detto: "Il suo splendore è simile a quello di una pietra preziosissima, come pietra di diaspro cristallino" (Ap., 21,11). La città stessa poggia su dodici fondamenti costituiti ciascuno da una pietra preziosa. Il primo fondamento è di diaspro.

## Varietà

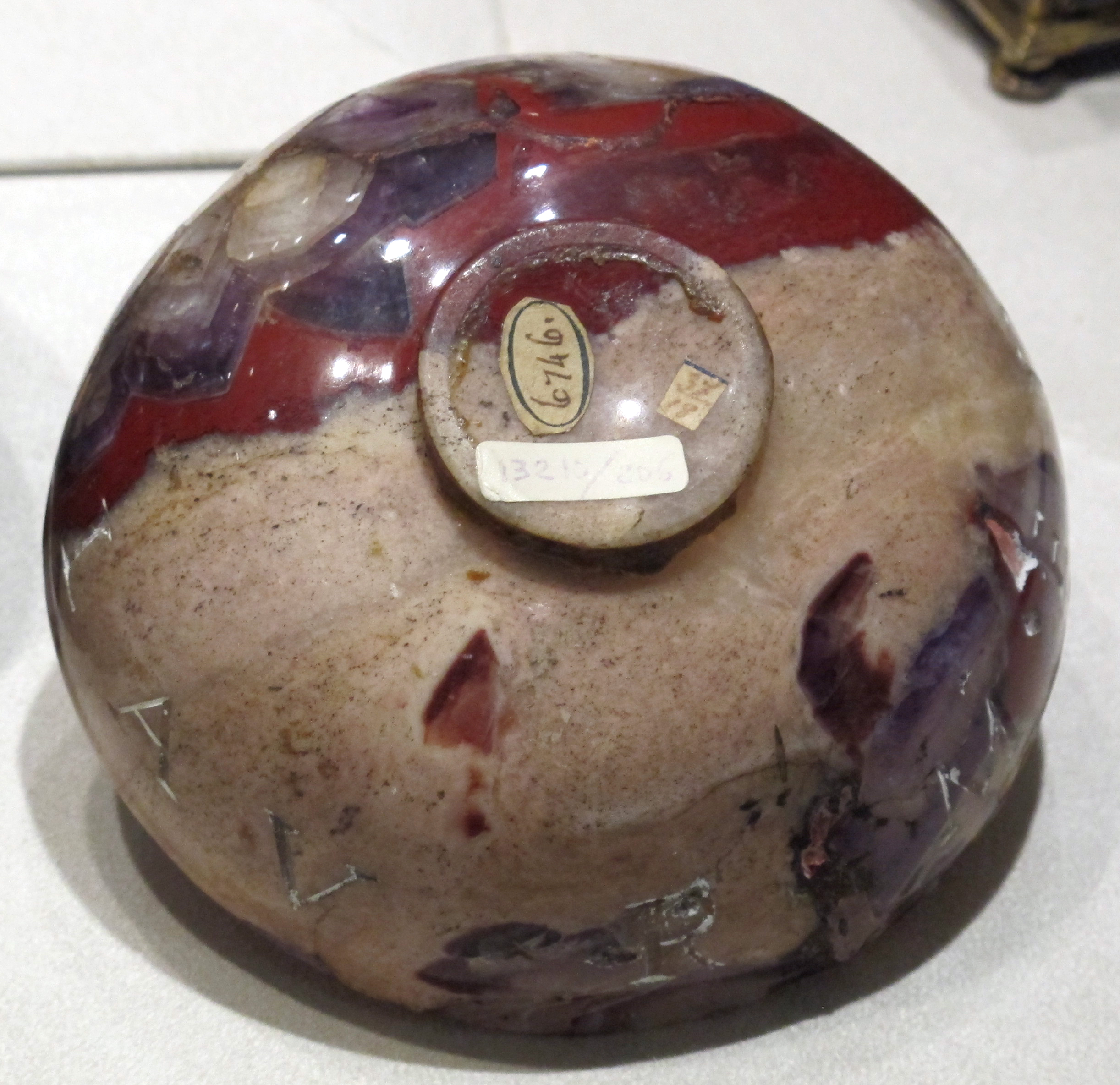
Coppa in diaspro appartenuta a Lorenzo de' Medici

Le varietà di diaspro sono molte rendendo la classificazione dei vari tipi del minerale piuttosto difficile. Tuttavia, le principali varietà del minerale sono:
- Diaspro comune.
Varietà bruna con macchie rosse o giallastre. In Germania viene chiamato silex.
- Diaspro fiorito.
Questo tipo di diaspro presenta inclusioni translucide di agata. Tali inclusioni sono a vene o a macchie. Le miniere principali in Italia si trovano in provincia di Lucca e in Sicilia.
- Diaspro giallo.
Tra le zone gialle di questa specie vi sono delle sottili vene o dendriti brune, biancastre e talora verdi. Anche questa specie di diaspro si può trovare in Sicilia.
- Diaspro zonato.
In realtà questa specie è composta da bande parallele di quarzo e calcedonio variopinti. Oltre che in Sicilia, questa varietà si trova anche in Sardegna.
- Diaspro-onice.
Trattasi di una sottovarietà della precedente in cui i contrasti di colore sono più vivaci (in prevalenza rosso e verde) e le zone non sono parallele.
- Diaspro malachite e pietra-cinabro[senza fonte].
Nella prima si trovano delle chiazze verdi di malachite su sfondo rosso, mentre nella seconda le chiazze sono di cinabro su una matrice di diaspro dalla tinta dal tono smorzato.
- Crisodiaspro.
Questa varietà contiene delle inclusioni verdi di sali di cromo, non si deve confondere con la crisocolla. Si trova nelle miniere tedesche.
- Diaspro sanguigno.
Il nome pare derivare dal colore che va dal rosso mattone al rosso sangue. Con questo nome si suole indicare erroneamente anche una varietà di eliotropio verde a macchioline rosse. Si trova nelle miniere siciliane.
- Diaspro nero.
Se di colore uniforme e perfettamente nera viene lucidata in piccole lastre come l'onice. In oreficeria viene utilizzata come "pietra di paragone" per il saggio di metalli preziosi e delle loro leghe.
- Diaspro verde.
Non sono rare le varietà di questa specie con screziature brune e rossicce. Il tono del colore verde è comunque scuro simile a quello dell'eliotropio.
- Plasma.
Questa specie presenta una struttura intermedia tra i diaspri e i calcedoni dato che la sua struttura non è proprio del tutto compatta e neanche completamente fibrosa. Il colore è verde vivace, più cupo e meno luminoso del crisoprasio. Addirittura non è nemmeno translucido e include granuli di minerali diversi.
- Lapis svizzero.
Questa varietà veniva ottenuta dal diaspro tedesco di colorazione bruniccia-grigiastra colorandola col blu di Prussia a imitazione del lapislazzuli.

## Utilizzi
Il diaspro presenta fratture concoidi (bordi taglienti come quelli del vetro o del quarzo) ed è molto compatto e resistente, tanto da risultare un materiale utile per la produzione di punte, lame e altri utensili delle industrie litiche dall'Homo erectus in avanti: è infatti una roccia del tutto simile alla selce.

Tra questi oggetti sono stati trovati dei sigilli cilindrici o degli amuleti in diaspro. Questi ultimi si ritenevano efficaci contro la siccità e i disturbi della vista.
L'utilizzo come gemma di questa pietra è molto modesto (viene tagliato a forma di cabochon), difatti si preferisce utilizzarla come pietra ornamentale per realizzare tessere di mosaico o oggetti di grandi dimensioni tipo coppe, vasi o sculture, come per esempio il Vaso Kolyvan.
Con il diaspro si realizzano tra l'altro anche delle lastre per ricoprire pareti e pavimenti di ambienti lussuosi, come ad esempio alcuni palazzi dei nobili russi del periodo degli zar. Attualmente le lastre di diaspro vengono utilizzate come rivestimenti murali negli Stati Uniti.